# Harold Jeffreys
Sir Harold Jeffreys, FRS, angleški geofizik, astronom in matematik, * 22. april 1891, Fatfield pri Durhamu, grofija Durham, Anglija, † 18. marec 1989, Cambridge, Anglija.

## Življenje in delo
Jeffreys je podal oceni za starost Osončja: 1. po Merkurjevi krožni poti od 1000 do 10.000 milijonov let in 2. po Lunini krožni poti približno 4000 milijonov let.

## Priznanja
Leta 1953 so ga povzdignili v viteški red.

### Nagrade
Kraljeva astronomska družba mu je leta 1937 za njegove znanstvene dosežke na področju astronomije podelila zlato medaljo.
Kraljeva družba iz Londona mu je leta 1948 za njegovo odlično delo na področju geofizike in pomembne prispevke k astronomiji Osončja podelila svojo kraljevo medaljo. Leta 1960 mu je za njegove znanstvene dosežke podelila tudi svojo Copleyjevo medaljo.